# 葛若焕
葛若焕，山东濮州（今河南范县）人，是一名清朝政治人物。
葛若焕曾于1816年接替林沛任金山县知县一职，1818年由陈凤喈接任。